# Allagadda
Allagadda,  est une ville du district de Nandyal dans l'État d'Andhra Pradesh en Inde. 
Selon le recensement de l'Inde de 2011, la localité compte une population de 29 789 habitants.